# Armeniens damlandslag i fotboll
Armeniens damlandslag i fotboll representerar Armenien i fotboll på damsidan. Landslaget spelade sin första match den 10 maj 2003 borta mot Österrike. De har aldrig kvalat in till VM, OS eller EM-slutspelet.